# Ulmus thomasii
Ulmus thomasii är en art i almsläktet som förekommer i Nordamerika.
Några exemplar har blivit 30 meter höga. På äldre kvistar och grenar har delar av barken en form som liknar kork. Almens trä är mycket hårt.
Utbredningsområdet ligger främst söder om de Stora sjöarna fram till Minnesota, Iowa, norra Missouri, Indiana, Ohio och New York. Trädet finns även i södra Ontario och södra Quebec i Kanada. Ytterligare en större population finns i Tennessee. I angränsande delstater hittas glest fördelade bestånd. Ulmus thomasii växer i låglandet och i låga bergstrakter mellan 30 och 900 meter över havet.
Arten ingår i lövfällande skogar och den kan vara det dominerande trädet i några skogar. Om Ulmus thomasii är underordnad så ingår den i två andra skogstyper. I den första förhärskar sockerlönn, gulbjörk samt arter av boksläktet och i den andra dominerar svartask, Ulmus americana samt rödlönn.
Ulmus thomasii växer i regioner där den maximala temperaturen är 38° C och den lägsta  temperaturen är omkring -34° C. Den föredrar områden med 120 till 160 frostfria dagar under året. Den genomsnittliga årsnederbörden är  640 mm i utbredningsområdets västra del och 1270 mm i den sydöstra delen.
Blomningen sker under två veckor mellan mars och maj beroende på utbredning. Blommans delar av hankön utvecklas 2 till 4 dagar före blommans delar av honkön. Frukterna mognar i maj och juni.
Trädet hotas liksom andra släktmedlemmar av almsjuka. Det befaras att stora delar av beståndet försvinner. Året 2018 bedömdes hela populationen som stor. Blommorna kan skadas av sen frost. IUCN listar arten som livskraftig (LC).